# Segunda Arbitragem de Viena

Hungria e os seus territórios recuperados no período entre-guerras e durante a Segunda Guerra Mundial:
Transilvânia Setentrional recuperada

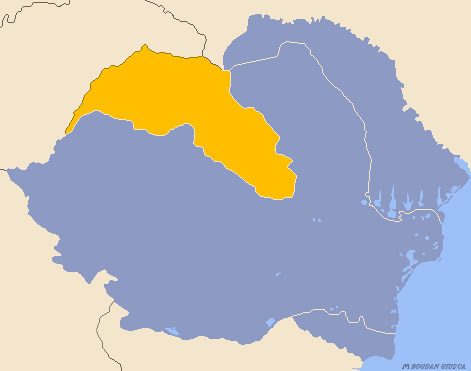
Romênia, em 1940, com a Transilvânia Setentrional destacada em amarelo

A Segunda Arbitragem de Viena consistiu em um acordo territorial, alcançado através da mediação e pressão da Alemanha nazista e da Itália fascista, processado em 30 de agosto de 1940 entre a Hungria e a Romênia, que reassegurou a posse do território do norte da Transilvânia (incluindo Maramureş inteira e parte de Crişana) da Romênia para a Hungria, como resultado do Tratado de Trianon no pós-Primeira Guerra Mundial sancionado em 1920, e que despojou a Hungria de cerca de 70% do seu território.[carece de fontes?]

## Antecedentes
Aproveitando-se da campanha alemã na França, Josef Stalin decidiu estabelecer seu controle sobre os países bálticos e partes dos Bálcãs, considerados esfera de influência soviética.[carece de fontes?]
Em 17 de junho de 1940, no mesmo dia em que a França solicitava o armistício, o ministro das Relações Exteriores soviético Viatcheslav Molotov informou o embaixador alemão Friedrich Werner von der Schulenburg que a União Soviética mandara "enviados especiais" para as repúblicas do Báltico para "acabar com as intrigas anglo-francesas que tentavam semear discórdia entre a Alemanha e a União Soviética nos Estados Bálticos".
No dia 14, a Lituânia recebeu um severo ultimato que, apesar de aceito, não impediu a ocupação do país pelos soviéticos no dia 15. Entre os dias 16 e 17, a Estônia e a Letônia seguiram o mesmo destino.[carece de fontes?]

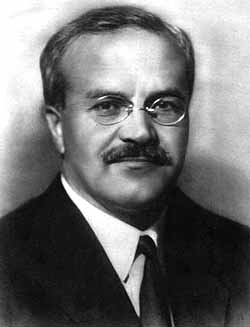
Molotov, ministro das Relações Exteriores soviético, apresentou um ultimato a Romênia que obrigava esta a ceder a Bessarábia e o norte da Bucovina diante da falta de apoio alemão.

Depois de acabar com a liberdade de imprensa, dissolver todos os partidos exceto os comunistas e prender os principais líderes políticos, algumas "eleições" em 14 de julho de 1940 produziram os parlamentos que solicitaram a entrada dos três países na União Soviética, concedida a princípios de agosto.
Um dia após a capitulação francesa em Compiègne (22 de junho de 1940), mais uma vez Molotov convocou o embaixador alemão para informá-lo que não podia esperar mais para resolver a disputa sobre a Bessarábia e estava disposto a usar a força caso a Romênia não concordasse com uma solução pacífica. Além disso, esclareceu que a União Soviética também reivindicava a Bucovina. A primeira se encontrava, de acordo com o Pacto Ribbentrop-Molotov na área soviética, mas não a segunda. Isso causou um alarme em Berlim, já que dado ao bloqueio marítimo britânico, a Romênia era a principal fonte do petróleo da Alemanha e um importante fornecedor de alimentos e forragem.
Em 26 de junho de 1940, os soviéticos apresentaram um ultimato à Romênia exigindo a entrega das duas províncias mencionadas, concedendo um dia para receber resposta. Os alemães aconselharam o governo romeno a aceitação, que foi anunciada no dia 27. No dia 28, tropas soviéticas ocuparam os territórios cedidos.
A Alemanha tinha conseguido manter seus suprimentos vitais romenos em troca de ceder temporariamente à ameaça soviética. A Romênia rescindiu a garantia territorial que foi concedida pela Grã-Bretanha e solicitou a Adolf Hitler o envio tropas e a concessão de uma garantia alternativa, pedidos que foram rejeitados na época pelo líder alemão.
Enquanto isso, a Hungria, tendo em vista o sucesso soviético na Romênia alcançado através da pressão militar, estava se preparando para fazer o mesmo a fim de recuperar a Transilvânia, perdida após a Primeira Guerra Mundial. Hitler havia se recusado na mediação entre os dois países e sugeriu negociações diretas entre as duas nações, que começaram oficialmente em Drobeta-Turnu Severin em 16 de agosto 1940. A demora deveu-se à tentativa romena de evitar concessões graças ao apoio alemão, que não foi concedido.
A delegação romena propôs uma transferência mínima de território com uma troca de população, o que era inaceitável para a delegação húngara, que pedia o retorno de dois terços da Transilvânia. Paralisadas as negociações desde 19 de agosto, os representantes retornaram às suas capitais para consultar seus respectivos governos, ambos solicitando novamente a mediação alemã, que foi novamente negada. Ao retomar as conversações no dia 24 do mesmo mês e constatar-se que nenhuma das partes havia mudado sua posição, a delegação húngara finalizou-as.
A possibilidade de uma guerra húngaro-romena preocupou Hitler pelas consequências que isso teria sobre o fornecimento de petróleo para a Alemanha e a ocupação soviética susceptível de desencadear. Em 28 de agosto de 1940, diante a direção que a situação estava tomando,  cada vez mais tensa com o fracasso das negociações bilaterais que haviam fomentado os alemães, Hitler ordenou que várias divisões fossem preparadas para ocupar os campos petrolíferos romenos em 1 de setembro. No mesmo dia, são enviados os ministros das Relações Exteriores alemão e italiano para se reunirem em Viena com os seus colegas húngaros e romenos para tentarem acabar com a crise e evitar a guerra.

## O acordo

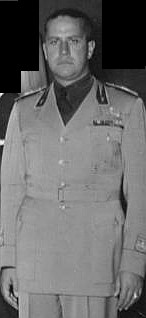
Ciano, ministro das Relações Exteriores da Itália, tradicional partidário da revisão dos tratados de paz e aliado da Hungria.

Ribbentrop e Ciano conseguiram sem muito esforço alcançar um acordo entre os representantes  húngaros e romenos (30 de agosto de 1940), no Palácio Belvedere. O ministro romeno desmaiou durante a exibição do mapa das novas fronteiras e teve que ser reanimado para que pudesse assinar o compromisso. A Hungria recebeu quase metade da Transilvânia (43 492 km quadrados, dois quintos do território perdido pelo Tratado de Trianon), a zona norte, onde estavam concentrados a maioria dos habitantes húngaros. Ainda assim, também um grande número de romenos foram transferidos para a Hungria com a modificação das fronteiras (estima-se que dos 2,5 milhões de pessoas que passaram a ter cidadania húngara, cerca de um milhão eram romenos ). A população estava tão mesclada que mesmo após o acordo, quase meio milhão de húngaros permaneceram na parte romena.
As regiões mais importantes economicamente permaneceram em território romeno, enquanto que a Hungria assumiu o controle dos portos dos Cárpatos.[carece de fontes?]
A Romênia recebeu uma garantia dos alemães e italianos sobre o resto do seu território (exceto Dobruja).
| "Nacionalidade" | Censo romeno de 1930 | Censo húngaro de 1941 |
| --------------- | -------------------- | --------------------- |
| Magiares        | 911 550              | 1 347 012             |
| Romenos         | 1 176 433            | 1 066 353             |
| Outros          | 307 164              | 163 926               |

| "Nacionalidade" | Censo romeno de 1941 | Censo húngaro de 1910 |
| --------------- | -------------------- | --------------------- |
| Magiares        | 363 206              | 533 004               |
| Romenos         | 2 274 561            | 1 895 505             |
| Outros          | 695 131              | 618 634               |

## Consequências

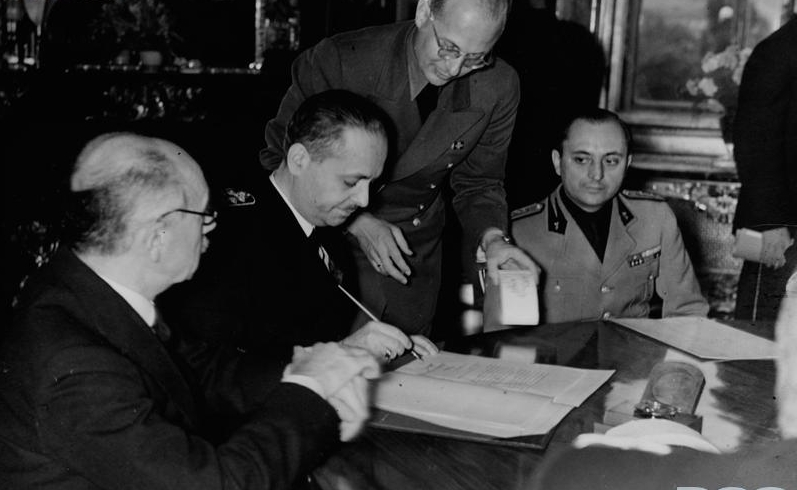
O ministro húngaro das Relações Exteriores rubricando o documento da arbitragem.

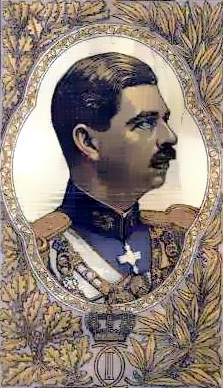
O Rei Carol II da Romênia, que teve que abdicar diante do resultado da arbitragem, que selou o fracasso de sua política de neutralidade na rivalidade entre as grandes potências.

A União Soviética não aceitou de bom grado o acordo, do qual foi excluída e houve duras trocas diplomáticas entre alemães e soviéticos. Tanto a arbitragem como a garantia territorial para a Romênia e, o posterior envio de tropas violavam o artigo terceiro do pacto entre as duas potências.
Na Hungria, onde o espírito revisionista foi estendido, aumentou o prestígio do regente Miklós Horthy, dificultando a chegada ao poder dos fascistas de Ferenc Szálasi até o final da guerra, com o país já ocupado pelos alemães. No entanto, também levou à concessão de contrapartidas importantes pelo apoio alemão a devolução de parte da Transilvânia: o líder fascista Szálasi foi libertado, foi elaborada uma nova legislação contra os judeus, foram concedidos grandes direitos à minoria alemã (controlada pelos nazistas), aumentou-se a cooperação econômica e permitiu a transferência de tropas alemãs para a Romênia, onde ficaram alojadas para proteger os campos de petróleo, a pedido do governo romeno. Também assinou o Pacto Tripartite (20 de novembro de 1940).
Na Romênia, a perda territorial precipitou a abdicação do Rei Carol (6 de setembro de 1940) para seu filho Miguel e a chegada ao poder do filo-fascista Ion Antonescu.
Enquanto isso, a Alemanha assegurou o fornecimento de petróleo de Ploieşti, objetivo principal do acordo, logo após o envio de uma missão militar para proteger e controlar as zonas petrolíferas (8 de outubro de 1940).
O acordo, no entanto, não satisfez nenhuma das duas partes, mantendo a rivalidade pela posse da Transilvânia durante a guerra.[carece de fontes?]